# Angèle Kremer-Marietti
 (février 2008).
Si vous disposez d'ouvrages ou d'articles de référence ou si vous connaissez des sites web de qualité traitant du thème abordé ici, merci de compléter l'article en donnant les références utiles à sa vérifiabilité et en les liant à la section « Notes et références ».
Pour les articles homonymes, voir Kremer.
Angèle Kremer-Marietti, née le 17 juin 1927 à Paris et morte le 21 novembre 2013 à Ajaccio, est une philosophe, professeur d'université, poétesse et traductrice française. 

## Biographie
Docteur d’État ès-lettres et sciences humaines, Angèle Kremer-Marietti est maître de conférences honoraire. Elle a enseigné la philosophie à l'Université de Picardie Jules-Verne à Amiens.
Angèle Kremer-Marietti a dirigé les collections « Épistémologie et philosophie des sciences » et « Commentaires philosophiques » des éditions L'Harmattan ainsi que l'édition du site web Dogma. Elle a publié de nombreux ouvrages ou textes abordant la morale, le positivisme, le symbolisme et surtout l'épistémologie et la philosophie des sciences.
Angèle Kremer-Marietti a consacré sa thèse d'État à Auguste Comte, le père du positivisme, et sa thèse de 3e cycle à Nietzsche, ainsi que de nombreux écrits aux philosophes Averroès, Francis Bacon, Leibniz, Schopenhauer et Foucault. Angèle Kremer-Marietti a fait partie du Groupe d'études et de recherches épistémologiques de Paris.

## Récompenses et distinctions
- Lauréate de l'Académie française, prix de poésie : Dix-sept poèmes d'une enfance (1952).[réf. nécessaire]

## Œuvres

### Sur Auguste Comte
- 1970 : Auguste Comte et la théorie sociale du positivisme
- 1980 : Le projet anthropologique d’Auguste Comte
- 1980 : L'anthropologie positiviste d’Auguste Comte
- 1982 : Entre le signe et l’histoire. L’anthropologie positiviste d’Auguste Comte
- 1987 : Auguste Comte : Correspondance générale, T.VII
- 1990 : Auguste Comte : Correspondance générale, T.VIII.
- 2001 :  Auguste Comte et la science politique, in Auguste Comte, Plan des travaux scientifiques nécessaires pour réorganiser la société
- 2006 : Auguste Comte et l’histoire générale, in Auguste Comte, Sommaire appréciation de l’ensemble du passé moderne
- 2006 : Le positivisme d'Auguste Comte
- 2007 : Auguste Comte et la science politique
- 2007 : Le kaléidoscope épistémologique d'Auguste Comte. Sentiments Images Signes
- 2009 : Auguste Comte. La science, la société

### Sur Nietzsche
- 1957 : Thèmes et structures dans l'œuvre de Nietzsche
- 1972 : L’homme et ses labyrinthes. Essai sur Friedrich Nietzsche
- 1991 : Nietzsche : Le livre du philosophe. 2e édition. Introduction :  Nietzsche sur la vérité et le langage (1872-1875)
- 1992 : Nietzsche et la rhétorique (réédité en 2007)
- 2009 : Nietzsche ou les enjeux de la fiction

### Autres
- 1952 : Dix-sept poèmes d'une enfance, Rodez, impr. de G. Subervie, 32 p.
- 1953 : Les formes du mouvement chez Bergson, Les Cahiers du Nouvel Humanisme
- 1967 : Jaspers et la scission de l'être
- 1971 : Dilthey et l’anthropologie historique
- 1974 : Michel Foucault et l’archéologie du savoir
- 1978 : Lacan ou la rhétorique de l’inconscient
- 1982 : La morale
- 1982 : Le positivisme
- 1982 : La symbolicité ou le problème de la symbolisation
- 1983 : Le concept de science positive. Ses tenants et ses aboutissants dans les structures anthropologiques du positivisme, réédité en 2007 sous le titre Le concept de science positive. Ses tenants et ses aboutissants dans le positivisme comtien
- 1985 : Michel Foucault : Archéologie et généalogie
- 1987 : Les racines philosophiques de la science moderne
- 1987 : L'éthique
- 1993 : Les apories de l’action. Essai d’une épistémologie morale et politique
- 1994 : La philosophie cognitive
- 1995 : Morale et politique : Court traité de l’action morale et politique
- 1996 : La raison créatrice. Moderne ou postmoderne.  (ISBN 2841740447)
- 1997 : Parcours philosophiques
- 1998 : Sociologie de la science
- 1999 : Philosophie des sciences de la nature (réédité en 2007)
- 2001 : Éthique et épistémologie autour du livre Impostures intellectuelles de Sokal et Bricmont
- 2002 : Carnets philosophiques
- 2002 : Arendt, Condition de l'homme moderne. Premier chapitre: La condition humaine, Texte intégral, Notes et commentaires de A.Kremer-Marietti
- 2003 : Cours sur la première recherche logique de Husserl
- 2005 : Épistémologiques Philosophiques Anthropologiques
- 2005 : Traduction et Avant-Propos du livre de Sylvie Lorente et Adrian Bejan, La loi constructale
- 2005 : Jean-Paul Sartre et le désir d’être
- 2006 : Épistémologie: État des lieux et positions avec Jean Dhombres
- 2007 : Seven Epistemological Essays
- 2007 : La morale en tant que science morale
- 2008 : Trois études sur la loi constructale d'Adrian Bejan avec Abdelkader Bachta et Jean Dhombres
- 2008 : Michel Meyer et la problématologie
- 2008 : Réflexions sur les temps actuels
- 2009 : Nietzsche ou les enjeux de la fiction
- 2011 : Les ressorts du symbolique
- 2013 : Verité et mensonge de l'artiste dans Le Livre du philosophe, Le présent de l'art, Germs, sous la dir.de Ciro Giordano Bruni

## Traductions en français
- Friedrich Nietzsche, Introduction théorétique sur la vérité et le mensonge au sens extra-moral, dans Le Livre du philosophe, éd. bilingue, Paris, Aubier-Flammarion, 1969 ;
  - Généalogie de la morale, Paris, Union générale d'éditions, coll. 10/18, 1974 ; rééd. Paris, L'Harmattan, 2006 ;
  - Par-delà le bien et le mal, Marabout, 1975 ; réédition L'Harmattan, collection « Commentaires philosophiques », 2006 ;
  - La Naissance de la tragédie, Paris, Le Livre de poche, LGF, 1994 ; rééd. février 2008.